# Mesopolia ophiocephala
Mesopolia ophiocephala är en fjärilsart som beskrevs av Edward Meyrick 1933. Mesopolia ophiocephala ingår i släktet Mesopolia och familjen säckspinnare. Inga underarter finns listade i Catalogue of Life.